# Billy Egerton
 William N. Egerton  (1891–1934) là một cầu thủ bóng đá người Anh từng thi đấu ở Football League cho Bolton Wanderers và Lincoln City.